# قطعة (موسيقى)

ترنيمة بأسلوب ترنيمة "Adeste Fideles " بتنسيق قياسي من موظفين اثنين (طاقم جهير وموظفين ثلاثي الأبعاد) لأصوات مختلطة220x220بك

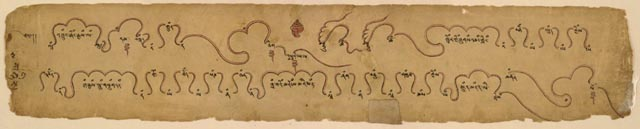
المقطوعات الموسيقية التبتية من القرن التاسع عشر

القطعة الموسيقية (بالإنجليزية: Sheet music)، هي كل مُدَوَّنَة للنغمات الموسيقية ورقية بخط اليد أو مطبوعة، باستعمال الكتابة الموسيقية الحديثة، والتي تترجم خصائص الأصوات الموسيقية، كالحدة (أو الدرجة الصوتية) والإيقاع والمدة والجرس، إلخ.
ورقة الموسيقى هو شكل بخط اليد أو مطبوعة من النوتات الموسيقية التي تستخدم الرموز الموسيقية تشير إلى الملاعب، إيقاعات، أو الحبال من أغنية أو مقطوعة موسيقية فعال. مثل نظائرها - الكتب المطبوعة أو الكتيبات باللغات الإنجليزية أو العربية أو لغات أخرى - عادة ما تكون وسيلة الموسيقى على الورق هي الورق (أو، في القرون السابقة، ورق البردي أو الرق). على الرغم من أن الحصول على النوتة الموسيقية منذ 1980s وقد شمل عرض النوتة الموسيقية على شاشات الكمبيوتر وتطوير برنامج سكورايتر برامج الكمبيوتر التي يمكن أن يرمز أغنية أو قطعة إلكترونيا، و، في بعض الحالات، «تشغيل» الموسيقى باستخدام المزج أو الآلات الافتراضية.
الغرض من استخدام المصطلح «ورقة» هو التمييز بين أشكال الموسيقى المكتوبة والمطبوعة والتسجيلات الصوتية (على أسطوانة الفينيل أو الكاسيت أو القرص المضغوط) أو البث الإذاعي أو التلفزيوني أو العروض الحية المسجلة، والتي قد تلتقط فيلمًا أو لقطات فيديو للأداء فضلا عن المكون الصوتي. في الاستخدام اليومي، يمكن أن تشير «ورقة الموسيقى» (أو ببساطة «الموسيقى») إلى النشر المطبوع للموسيقى الورقية التجارية جنبًا إلى جنب مع إصدار فيلم جديد أو عرض تلفزيوني أو ألبوم تسجيل أو حدث خاص أو شائع آخر يتضمن الموسيقى. تم إنتاج أول ورقة موسيقية مطبوعة باستخدام مطبعة عام 1473.
النوتة الموسيقية هي الشكل الأساسي الذي يتم فيه تدوين الموسيقى الكلاسيكية الغربية بحيث يمكن تعلمها وأداءها من قبل المطربين الفرديين أو العازفين أو الفرق الموسيقية. يتم تعلم العديد من أشكال الموسيقى الغربية التقليدية والشعبية من قبل المطربين والموسيقيين «عن طريق الأذن»، بدلاً من استخدام الموسيقى الورقية (على الرغم من أنه في كثير من الحالات، قد تكون الموسيقى التقليدية وموسيقى البوب متاحة أيضًا في شكل ورقة موسيقية).
مصطلح الدرجة هو مصطلح بديل شائع (وأكثر عمومية) للموسيقى الورقية، وهناك عدة أنواع من الدرجات، كما هو موضح أدناه. يمكن أن يشير مصطلح الدرجة أيضًا إلى الموسيقى المسرحية أو الموسيقى الأوركسترالية أو الأغاني المكتوبة لمسرحية أو موسيقية أو أوبرا أو باليه أو موسيقى أو أغانٍ مكتوبة لبرنامج تلفزيوني أو فيلم؛ لآخر هذه، انظر درجة الفيلم.
وتعد الاغاني الحورية أقدم أغنية في التاريخ اذ هي مجموعةٌ موسيقيةٌ تعود لأكثر من 3,500 عام نُقشت بالكتابة المسمارية على ألواحٍ طينيةٍ أثرية يعود عمرها إلى أكثر من 1,400 عام عُثر عليها في أوغاريت (رأس شمرا) العمورية الكنعانية  في مدينة اللاذقية شماليّ سُوريا. واحتوى أحد الألواح الصلصالية المُكتشفة على كَاملِ كَلماتِ تَرنيمةِ الحُوريّةِ التي تّمَجِّدُ الآلهة نيغال (إلهة القمر). ما جعلَ منها أقدم عملٍ موسيقيٍّ متكاملٍ تم تلحينُه في العالم

## عناصر

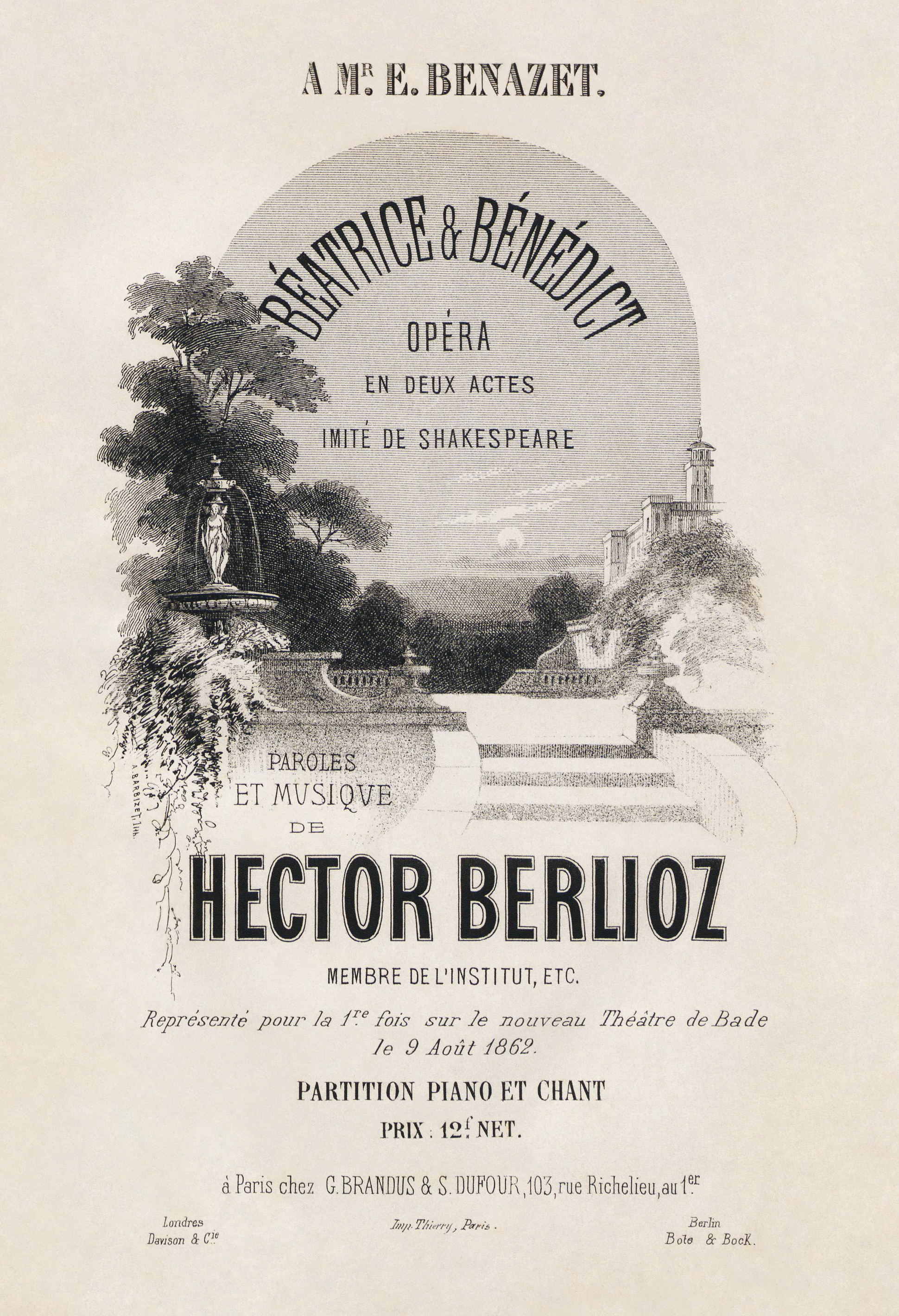
صفحة العنوان للنسخة الصوتية من الإصدار الأول لـ Hector Berlioz 's Béatrice et Bénédict

### العنوان والائتمان
عادةً ما تشير النوتة الموسيقية من القرنين العشرين والحادي والعشرين إلى عنوان الأغنية أو التكوين على صفحة العنوان أو الغلاف، أو في الجزء العلوي من الصفحة الأولى، إذا لم يكن هناك صفحة عنوان أو غلاف. إذا كانت الأغنية أو القطعة من فيلم، أو مسرحية موسيقية في برودواي، أو أوبرا، فيمكن الإشارة إلى عنوان العمل الرئيسي الذي أخذت منه الأغنية / القطعة.
إذا كان مؤلف الأغنية أو الملحن معروفًا، فسيتم عادةً الإشارة إلى اسمه جنبًا إلى جنب مع العنوان. قد تشير النوتة الموسيقية أيضًا إلى اسم كاتب الأغاني، إذا كانت الكلمات بواسطة شخص آخر غير مؤلفي الأغاني أو الملحنين. وقد يكون أيضًا اسم المنظم، إذا تم ترتيب الأغنية أو المقطوعة للنشر. لا يجوز الإشارة إلى اسم كاتب أغاني أو ملحن للموسيقى الشعبية القديمة، والأغاني التقليدية في أنواع مثل البلوز والبلوجراس، والترانيم التقليدية القديمة والروحية، لأن المؤلفين غالبًا ما يكونون غير معروفين بالنسبة لهذه الموسيقى؛ في مثل هذه الحالات، غالبًا ما يتم وضع كلمة «تقليدي» حيث سيذهب اسم المؤلف عادةً.
قد تحتوي صفحات عناوين الأغاني على صورة توضح الشخصيات أو الإعداد أو الأحداث من كلمات الأغاني. قد تحذف صفحات العنوان من أعمال الآلات توضيحًا، ما لم يكن العمل عبارة عن برنامج موسيقى يحتوي، من خلال عنوانه أو أسماء أقسامه، على ارتباطات بإعداد أو شخصيات أو قصة.

### تدوين الموسيقية
يختلف نوع التدوين الموسيقي اختلافًا كبيرًا حسب النوع أو نمط الموسيقى. في معظم الموسيقى الكلاسيكية، يتم تدوين أجزاء اللحن والمرافقة (إن وجدت) على سطور طاقم باستخدام رؤوس النوتة المستديرة. في الموسيقى الورقية الكلاسيكية، يحتوي طاقم العمل عادةً على:

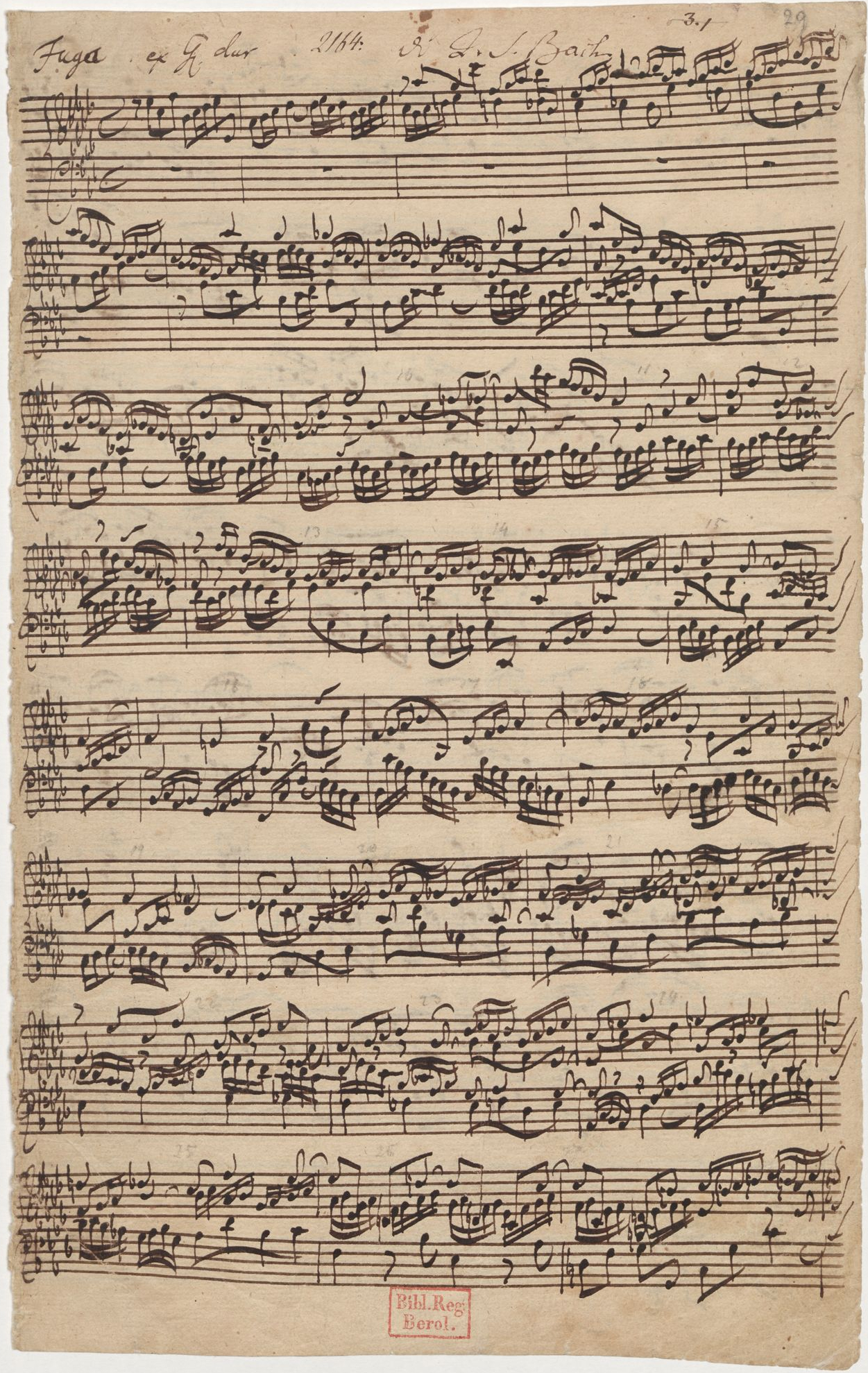
الصفحة من النتيجة توقيعه من فقدان الذاكرة رقم 17 في A ♭ الكبرى من JS باخ الصورة وحسنة خفف من كلافيير

1. المفتاح الموسيقي، مثل المفتاح الموسيقي الجهير أو المفتاح الموسيقي الثلاثي
2. توقيع رئيسي يشير إلى المفتاح — على سبيل المثال، توقيع مفتاح بثلاثة أدوات حادة يستخدم عادة للحصول على مفتاح إما رائد أو F ♯ قاصر
3. توقيع زمني، والذي عادةً ما يكون به رقمان محاذيان عموديًا مع الرقم السفلي الذي يشير إلى قيمة النوتة الموسيقية التي تمثل نبضة واحدة والرقم العلوي يشير إلى عدد النغمات في الشريط — على سبيل المثال، توقيع زمني يشير إلى أن هناك نوعان من الملاحظات الربع (النزوة) في شريط.

تشير معظم الأغاني والمقطوعات من الفترة الكلاسيكية (حوالي 1750) فصاعدًا إلى إيقاع القطعة باستخدام تعبير - غالبًا باللغة الإيطالية - مثل سريع (Allegro) أو بطيء (Grave) بالإضافة إلى ديناميكياتها (ارتفاع الصوت أو النعومة). الكلمات، إن وجدت، مكتوبة بالقرب من نغمات اللحن. ومع ذلك، قد لا تحتوي الموسيقى من عصر الباروك (حوالي 1600-1750) أو العصور السابقة على إيقاع أو مؤشر ديناميكي. كان من المتوقع أن يعرف المغنيون والموسيقيون في تلك الحقبة الإيقاع والجهارة للعب أو غناء أغنية أو مقطوعة معينة بسبب خبرتهم الموسيقية ومعرفتهم. في عصر الموسيقى الكلاسيكية المعاصرة (القرنين العشرين والحادي والعشرين)، وفي بعض الحالات السابقة (مثل الفترة الرومانسية في المناطق الناطقة بالألمانية)، غالبًا ما استخدم الملحنون لغتهم الأم لمؤشرات الإيقاع، بدلاً من الإيطالية (على سبيل المثال، «سريع» أو «شنيل») أو علامات المسرع المضافة (على سبيل المثال، = 100 نبضة في الدقيقة).
هذه الاصطلاحات الخاصة بتدوين الموسيقى الكلاسيكية، ولا سيما استخدام تعليمات الإيقاع باللغة الإنجليزية، تُستخدم أيضًا في إصدارات الموسيقى الورقية لأغاني الموسيقى الشعبية في القرنين العشرين والحادي والعشرين. غالبًا ما تشير الأغاني الموسيقية الشعبية إلى كلٍ من الإيقاع والنوع: «البلوز البطيء» أو «أبتيمبو روك». غالبًا ما تحتوي أغاني البوب على أسماء وترية فوق الموظفين باستخدام أسماء الحروف (على سبيل المثال، C Maj و F Maj و G7 وما إلى ذلك)، بحيث يمكن لعازف الجيتار الصوتي أو عازف البيانو الارتجال بمرافقة وترية.
في أنماط الموسيقى الأخرى، يمكن استخدام طرق تدوين موسيقية مختلفة. في موسيقى الجاز، على سبيل المثال، في حين أن معظم الفنانين المحترفين يمكنهم قراءة تدوين النمط «الكلاسيكي»، يتم تدوين العديد من نغمات الجاز باستخدام مخططات الأوتار، والتي تشير إلى تقدم الوتر للأغنية (على سبيل المثال، C، A7، d طفيفة، G7، إلخ.) وشكله. يستخدم أعضاء قسم إيقاع الجاز (عازف البيانو وعازف الجاز وعازف الجيتار) مخطط الأوتار لتوجيه أجزاء المرافقة المرتجلة، بينما تستخدم «الآلات الرئيسية» في مجموعة موسيقى الجاز، مثل عازف الساكسفون أو عازف البوق، تغييرات الوتر لتوجيه ارتجالهم الفردي. مثل الأغاني الشعبية، غالبًا ما تشير نغمات الجاز إلى الإيقاع والنوع: «البلوز البطيء» أو «البوب السريع».
عادةً ما يستخدم الموسيقيون المحترفون في جلسات موسيقى الريف الموسيقى التي تم تدوينها في نظام أرقام ناشفيل، مما يشير إلى تقدم الوتر باستخدام الأرقام (وهذا يتيح لقادة الفرقة تغيير المفتاح في أي لحظة). تُستخدم مخططات الوتر التي تستخدم أسماء الحروف أو الأرقام أو الأرقام الرومانية (على سبيل المثال، I-IV-V) على نطاق واسع لتدوين موسيقى البلوز وR & B وموسيقى الروك وموسيقيي الهيفي ميتال. لا تقدم بعض مخططات الأوتار أي معلومات إيقاعية، لكن البعض الآخر يستخدم الشرطات المائلة للإشارة إلى دقات شريط وتدوين الإيقاع للإشارة إلى "ضربات" متزامنة أن مؤلف الأغاني يريد أن تعزف كل الفرقة معًا. يتعلم العديد من لاعبي الجيتار وعازفي الجهير الكهربائي الأغاني والنغمات باستخدام التابلاتور، وهو تمثيل رسومي للهيكل والأوتار التي يجب على المؤدي عزفها. يستخدم "Tab" على نطاق واسع في موسيقى الروك وعازفي الجيتار وعازفي الجيتار الهيفي ميتال. يتعلم المغنون في العديد من أنماط الموسيقى الشعبية أغنية ما باستخدام ورقة كلمات فقط، ويتعلمون اللحن والإيقاع «عن طريق الأذن» من التسجيل.

## الغرض والاستخدام

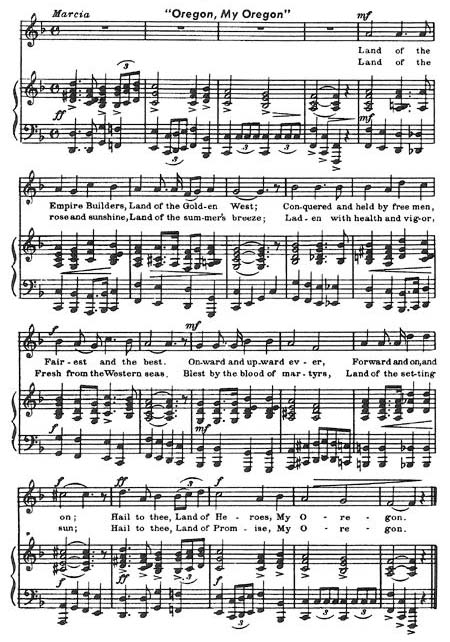
النوتة الموسيقية لأغنية " ولاية أوريغون ، بلدي ولاية أوريغون "

يمكن استخدام النوتة الموسيقية كسجل أو دليل أو وسيلة لأداء أغنية أو مقطوعة موسيقية. تُمكِّن النوتة الموسيقية مؤدي الآلات القادرين على قراءة التدوين الموسيقي (عازف البيانو، عازف الآلات الأوركسترالية، فرقة جاز، إلخ) أو المطربين لأداء أغنية أو مقطوعة. يستخدم طلاب الموسيقى النوتة الموسيقية للتعرف على أنماط وأنواع الموسيقى المختلفة. يؤثر الغرض المقصود من إصدار الموسيقى النوتة على تصميمها وتخطيطها. إذا كانت النوتة الموسيقية مخصصة لأغراض الدراسة، كما هو الحال في فصل تاريخ الموسيقى، فيمكن تصغير الملاحظات والموظفين ولا يتعين على المحرر القلق بشأن تقليب الصفحات. للحصول على نتيجة أداء، يجب أن تكون الملاحظات قابلة للقراءة من حامل موسيقى ويجب على المحرر تجنب التقليب المفرط للصفحات والتأكد من وضع أي صفحة تقلب بعد فترة راحة أو توقف مؤقت (إن أمكن). بالإضافة إلى ذلك، لن تظل النتيجة أو جزء من كتاب سميك مفتوحًا، لذلك يجب أن تكون نتيجة الأداء أو جزء منه في غلاف أرق أو يستخدم تنسيقًا ملزمًا يتم فتحه على حامل موسيقى.
في الموسيقى الكلاسيكية، يمكن الحصول على معلومات موسيقية موثوقة عن مقطوعة ما من خلال دراسة الرسومات المكتوبة والنسخ المبكرة من المقطوعات الموسيقية التي ربما احتفظ بها الملحن، بالإضافة إلى درجة التوقيع النهائي والعلامات الشخصية على البراهين والدرجات المطبوعة.
يتطلب فهم الموسيقى الورقية شكلاً خاصًا من محو الأمية: القدرة على قراءة تدوين الموسيقى. القدرة على قراءة أو كتابة الموسيقى ليست شرطًا لتأليف الموسيقى. كان هناك عدد من الملحنين والشعراء الذين كانوا قادرة على إنتاج الموسيقى من دون القدرة نفسها على القراءة أو الكتابة في النوتة الموسيقية، طالما وناسخ من نوع ما هو متاح لكتابة الألحان يفكرون. ومن الأمثلة على ذلك الملحن الكفيف من القرن الثامن عشر جون ستانلي وكتاب الأغاني في القرن العشرين ليونيل بارت وإيرفينغ برلين وبول مكارتني. كذلك، في أنماط الموسيقى التقليدية مثل موسيقى البلوز والموسيقى الشعبية، هناك العديد من مؤلفي الأغاني الغزير الإنتاج الذين لا يستطيعون قراءة الموسيقى، وبدلاً من ذلك عزفوا وغنوا الموسيقى «بالأذن».
مهارة قراءة البصر هي قدرة الموسيقي على أداء عمل موسيقي غير مألوف عند عرض النوتة الموسيقية لأول مرة. يُتوقع من الموسيقيين المحترفين والهواة الجادين القدرة على قراءة البصر ممن يعزفون الموسيقى الكلاسيكية والجاز والأشكال ذات الصلة. هناك مهارة أكثر دقة وهي القدرة على النظر إلى مقطوعة موسيقية جديدة وسماع معظم أو كل الأصوات (الألحان والتناغمات والجرس، وما إلى ذلك) في رأس المرء دون الحاجة إلى العزف على المقطوعة أو سماعها أو عزفها أو غنائها. يتمتع المؤلفون الموسيقيون والموصلون المهرة بهذه القدرة، مع كون بيتهوفن مثالًا تاريخيًا بارزًا. لا أحد لديه تلك المهارة المحددة. بالنسبة لبعض الناس، أوراق الموسيقى لا معنى لها، في حين أن البعض الآخر قد ينظر إليها على أنها ألحان وشكل من أشكال الفن. كما قالت جودي بيكولت، كاتبة أمريكية ذات مرة في روايتها بعنوان «حارس أختي»، «إنها مثل التقاط قطعة موسيقية غير مألوفة والبدء في التعثر فيها، فقط لإدراك أنها لحن تعلمته من قبل. القلب، يمكنك أن تلعبه دون أن تحاول».

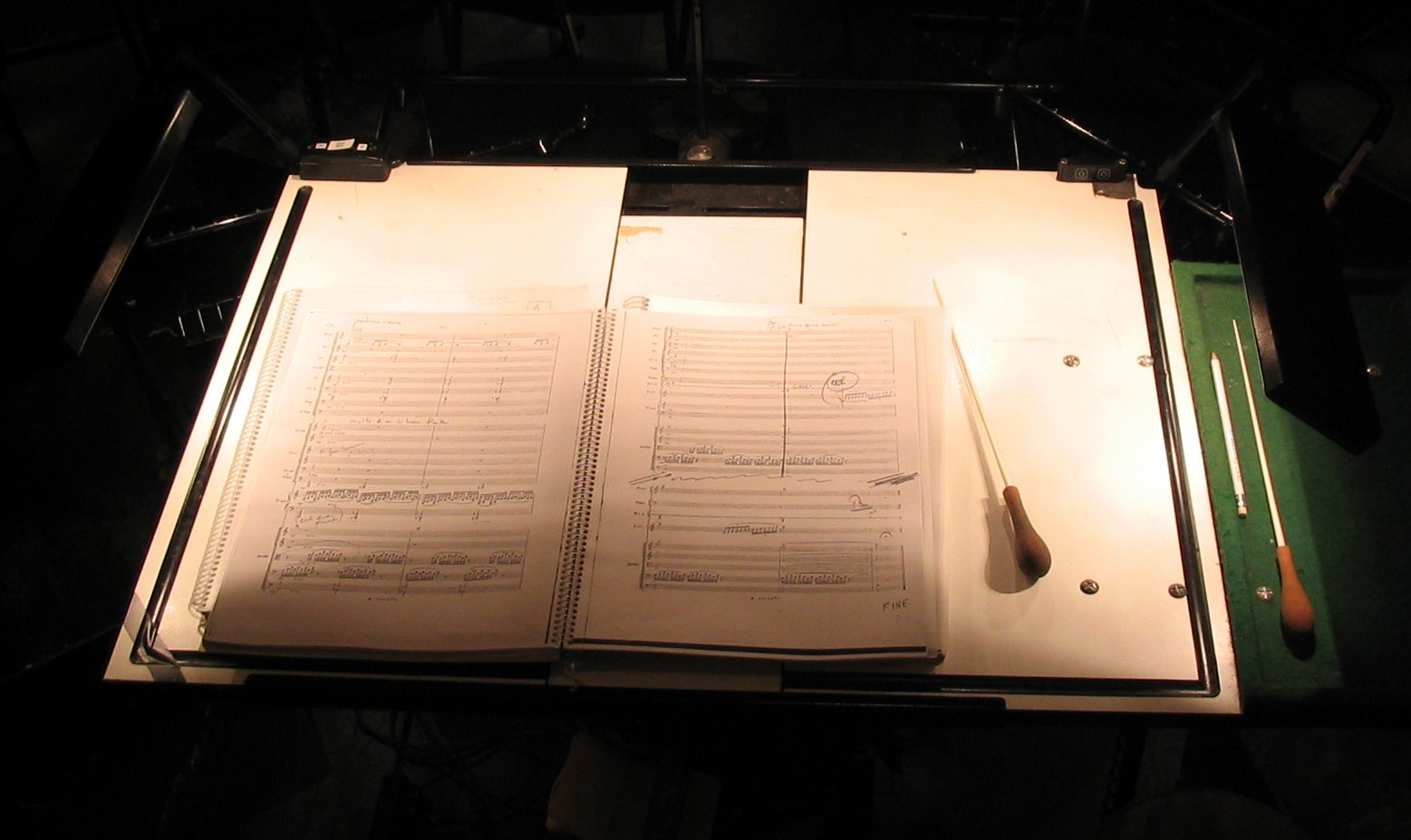
درجة قائد الفرقة الموسيقية وهراوة

الموسيقيون الكلاسيكيون الذين يعزفون أعمال الأوركسترا، وموسيقى الحجرة، والسوناتا، وأعمال الكورال الغنائية عادةً ما يكونون أمامهم النوتة الموسيقية على منصة موسيقية عند الأداء (أو تُحمل أمامهم في مجلد موسيقى، في حالة الجوقة)، مع باستثناء أداء دور فعال منفردا من القطع منفردة، كونشيرتو، أو قطع الصوتية المنفرد (أغنية الفن، أوبرا ألحان، وما إلى ذلك)، حيث من المتوقع التحفيظ. في موسيقى الجاز، التي غالبًا ما تكون مرتجلة، تُستخدم النوتات الموسيقية (تسمى ورقة الرصاص في هذا السياق) لإعطاء المؤشرات الأساسية للألحان وتغييرات الأوتار والترتيبات. حتى عندما يكون لفرقة الجاز ورقة رئيسية أو مخطط وتر أو موسيقى مرتبة، فإن العديد من عناصر الأداء تكون مرتجلة.
الموسيقى المكتوبة بخط اليد أو المطبوعة أقل أهمية في تقاليد الممارسة الموسيقية الأخرى. ومع ذلك، مثل الموسيقى التقليدية والموسيقى الشعبية، حيث يتعلم المغنون والعازفون عادةً الأغاني «بالأذن» أو من خلال تعليمهم أغنية أو لحن من قبل شخص آخر. على الرغم من نشر الكثير من الموسيقى الشعبية في شكل تدوين من نوع ما، فمن الشائع جدًا أن يتعلم الناس أغنية عن طريق الأذن. هذا هو الحال أيضًا في معظم أشكال الموسيقى الشعبية الغربية، حيث يتم تناقل الأغاني والرقصات من خلال التقاليد الشفوية والسمعية. غالبًا ما تُنقل موسيقى الثقافات الأخرى، الشعبية والكلاسيكية، شفهيًا، على الرغم من أن بعض الثقافات غير الغربية طورت أشكالًا خاصة بها من التدوين الموسيقي والموسيقى الورقية أيضًا.
على الرغم من أن الموسيقى الورقية غالبًا ما يُنظر إليها على أنها منصة للموسيقى الجديدة ومساعدة للتأليف (على سبيل المثال، «يكتب» الملحن الموسيقى)، إلا أنها يمكن أن تكون أيضًا بمثابة سجل مرئي للموسيقى الموجودة بالفعل. قام العلماء وغيرهم بعمل نسخ نصية لتقديم الموسيقى الغربية وغير الغربية في شكل مقروء للدراسة والتحليل وإعادة الأداء الإبداعي. لم يتم ذلك فقط مع الموسيقى الشعبية أو التقليدية (على سبيل المثال، مجلدات بارتوك للموسيقى المجرية والرومانية الشعبية)، ولكن أيضًا مع التسجيلات الصوتية للارتجال من قبل الموسيقيين (على سبيل المثال، بيانو الجاز) والعروض التي قد تستند جزئيًا فقط على التدوين. ومن الأمثلة الشاملة على هذا الأخير في الآونة الأخيرة مجموعة البيتلز: نتائج كاملة (لندن: منشورات وايز، 1993)، التي تسعى إلى نسخ جميع الأغاني كما سجلتها فرقة البيتلز بتفاصيل مفيدة وصوتية إلى عصي وطاولة.

## أنواع
قد تأتي الموسيقى الورقية الحديثة بتنسيقات مختلفة. إذا كانت القطعة مؤلفة من آلة أو صوت واحد فقط (مثل قطعة لآلة فردية أو لصوت كابيلا منفرد)، فيمكن كتابة العمل بأكمله أو طباعته كقطعة موسيقية واحدة. إذا كان من المقرر أداء مقطوعة موسيقية من قبل أكثر من شخص واحد، فعادة ما يكون لكل فنان مقطوعة موسيقية منفصلة، تسمى الجزء، للعب منها. هذا هو الحال بشكل خاص في نشر الأعمال التي تتطلب أكثر من أربعة فنانين أو نحو ذلك، على الرغم من أنه يتم دائمًا نشر الدرجة الكاملة أيضًا. لا يتم عادةً إصدار الأجزاء المغنَّاة في العمل الصوتي بشكل منفصل اليوم، على الرغم من أن هذا كان هو الحال تاريخيًا، خاصةً قبل أن تتيح طباعة الموسيقى النوتات الموسيقية على نطاق واسع.
يمكن إصدار الموسيقى الورقية كقطع أو أعمال فردية (على سبيل المثال، أغنية مشهورة أو سوناتا بيتهوفن)، في مجموعات (على سبيل المثال أعمال مؤلف أو عدة ملحنين)، كقطع يؤديها فنان معين، إلخ.
عندما تطبع الأجزاء مفيدة والصوتية منفصلة لعمل موسيقي معا، ويسمى الموسيقى ورقة مما أدى إلى حدوث النتيجة. تقليديًا، تتكون النتيجة من تدوين موسيقي مع كل جزء آلي أو صوتي في محاذاة رأسية (بمعنى أن الأحداث المتزامنة في التدوين لكل جزء مرتبة هجائيًا). تم استخدام مصطلح الدرجة أيضًا للإشارة إلى النوتة الموسيقية المكتوبة لفنان واحد فقط. يتم تطبيق التمييز بين الدرجة والجزء عندما يكون هناك أكثر من جزء واحد مطلوب للأداء.

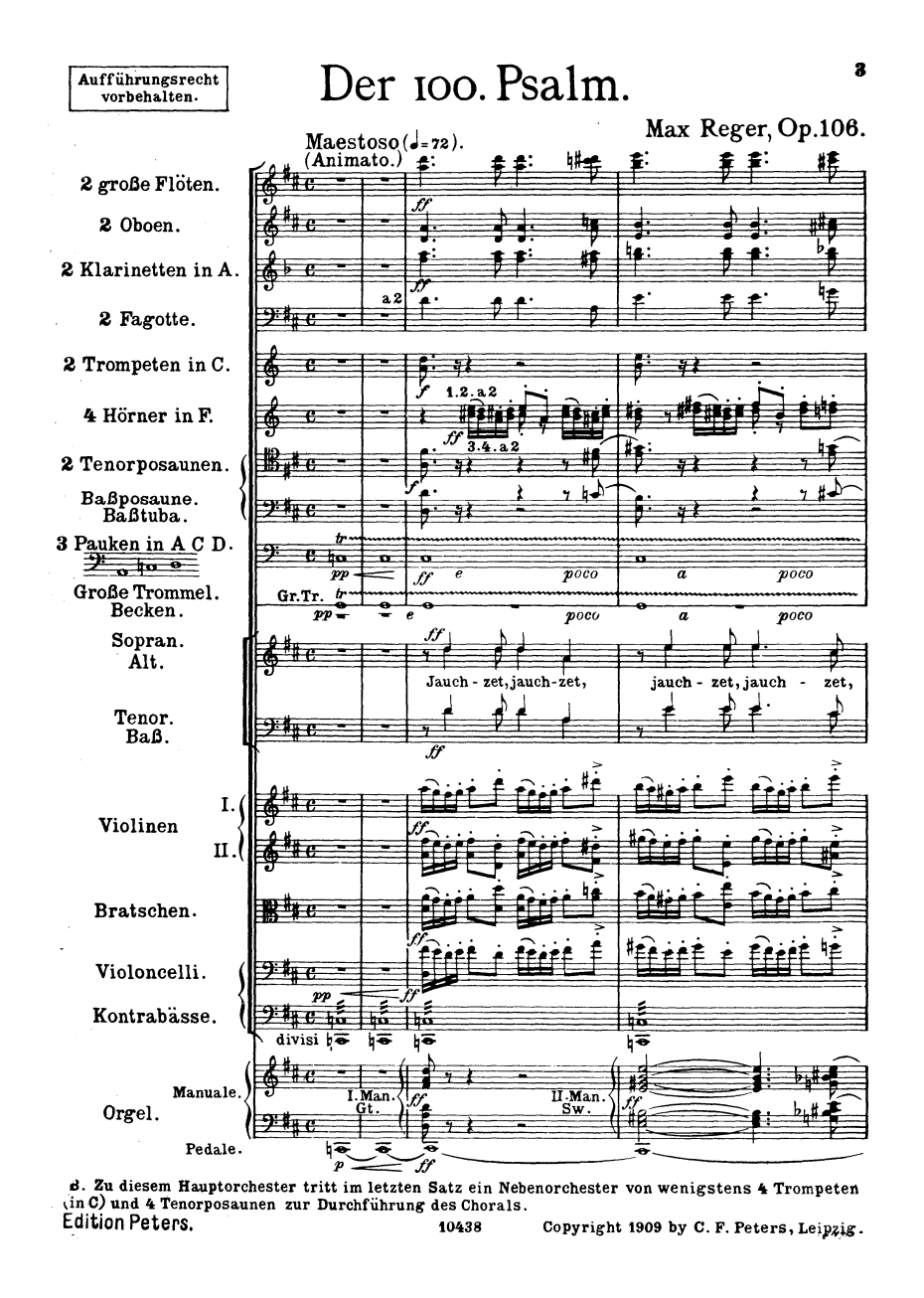
الصفحة الأولى من الدرجة الكاملة لـ مقطوعة ماكس ريغر «دير 100. مزمور» المزمور للجوقة والأوركسترا والعضو

النتائج تأتي في أشكال مختلفة.

### الدرجات الكاملة والمتغيرات والتكثيف
الدرجة الكاملة عبارة عن كتاب كبير يعرض موسيقى جميع الآلات أو الأصوات في تركيبة مرتبة بترتيب ثابت. إنه كبير بما يكفي للقائد ليتمكن من القراءة أثناء توجيه تدريبات وعروض الأوركسترا أو الأوبرا. بالإضافة إلى استخدامها العملي لقادة الفرق الموسيقية الرائدة، يتم استخدام الدرجات الكاملة أيضًا من قبل علماء الموسيقى ومنظري الموسيقى والملحنين وطلاب الموسيقى الذين يدرسون عملاً معينًا. نحن نميز الدرجات المختلفة.
النتيجة المصغرة هي مثل النتيجة الكاملة ولكن حجمها أصغر كثيرًا. إنه صغير جدًا لاستخدامه في أداء من قبل موصل، ولكنه سهل لدراسة قطعة موسيقية، سواء كانت لفرقة كبيرة أو عازف منفرد. قد تحتوي النتيجة المصغرة على بعض الملاحظات التمهيدية.
أحيانًا تكون درجة الدراسة بنفس حجم الدرجة المصغرة، ولا يمكن تمييزها غالبًا، باستثناء الاسم. بعض نتائج الدراسة تكون بحجم أوكتافو وبالتالي فهي في مكان ما بين أحجام النقاط الكاملة والصغيرة. قد تتضمن نتيجة الدراسة، خاصة عندما تكون جزءًا من مختارات للدراسة الأكاديمية، تعليقات إضافية حول الموسيقى والعلامات لأغراض التعلم.
تعتبر نتيجة البيانو (أو تقليل البيانو) نسخًا حرفيًا إلى حد ما للبيانو لقطعة مخصصة للعديد من الأجزاء المسرحية، وخاصة أعمال الأوركسترا؛ يمكن أن يشمل ذلك أقسامًا مفيدة بحتًا ضمن الأعمال الصوتية الكبيرة (انظر النتيجة الصوتية أدناه مباشرة). يتم إجراء هذه الترتيبات إما لبيانو منفرد (يدان) أو ثنائي البيانو (بيانو واحد أو اثنان، أربعة أيدي). تتم إضافة عصي صغيرة جدًا في بعض الأحيان في نقاط معينة في درجات البيانو ليدين لجعل العرض أكثر اكتمالًا، على الرغم من أنه عادة ما يكون تضمينها أثناء العزف غير عملي أو مستحيل.
كما هو الحال مع الدرجة الصوتية (أدناه)، يتطلب الأمر مهارة كبيرة لتقليل درجة الأوركسترا إلى مثل هذه الأشكال الأصغر لأن التخفيض لا يجب أن يكون قابلاً للتشغيل على لوحة المفاتيح فحسب، بل يجب أيضًا أن يكون شاملاً بدرجة كافية في عرض التناغمات المقصودة، والأنسجة، والتشكيلات، إلخ. . في بعض الأحيان يتم تضمين العلامات لإظهار الآلات التي تعزف في نقاط معينة.
في حين أن نتائج العزف على البيانو لا تهدف عادةً إلى الأداء خارج الدراسة والمتعة (كانت النسخ الموسيقية لفرانز ليزت لسيمفونيات بيتهوفن مجموعة واحدة من الاستثناءات البارزة)، تحصل الباليه على أقصى فائدة عملية من نتائج البيانو لأنها تسمح بعازفي بيانو واحد أو اثنين. يقوم الباليه بإجراء العديد من التدريبات بتكلفة أقل بكثير، قبل أن يتم تعيين الأوركسترا في التدريبات النهائية. يمكن أيضًا استخدام نتائج البيانو لتدريب قادة الفرق الموسيقية المبتدئين، الذين يمكنهم إجراء عازف البيانو الذي يعزف على البيانو لتخفيض سيمفونية ؛ هذا أقل تكلفة بكثير من قيادة أوركسترا كاملة. لا تتضمن مجموعات عروض البيانو من الأوبرا عصي منفصلة للأجزاء الصوتية، ولكنها قد تضيف النص المغني واتجاهات المسرح فوق الموسيقى.
الجزء هو استخراج من الدرجة الكاملة لجزء من آلة معينة. يتم استخدامه من قبل لاعبي الأوركسترا في الأداء، حيث ستكون النتيجة الكاملة مرهقة للغاية. ومع ذلك، من الناحية العملية، يمكن أن يكون مستندًا جوهريًا إذا كان العمل طويلًا، وكانت آلة معينة تعزف معظم مدتها.

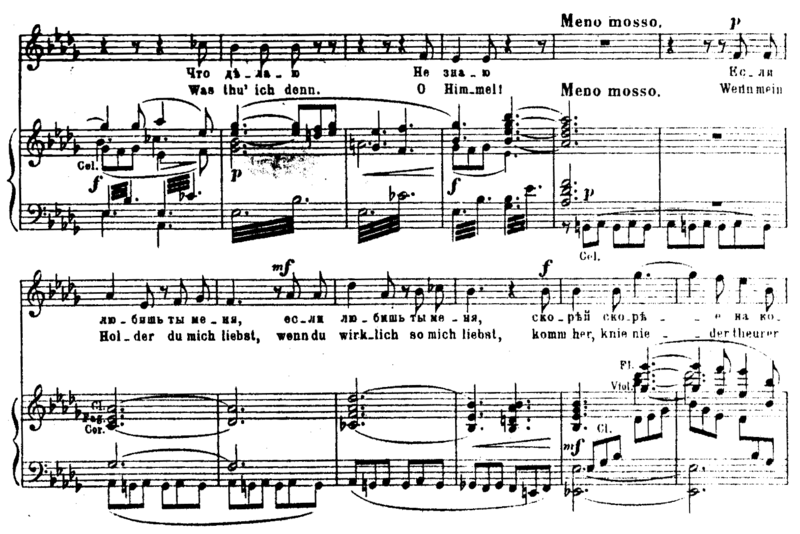
مقتطفات من نغمة البيانو لأوبرا ويليام راتكليف سيزار كوي.

### عشرات الصوتية
النتيجة الصوتية (أو، بشكل أكثر ملاءمة، درجة صوت البيانو) هي تقليل الدرجة الكاملة للعمل الصوتي (على سبيل المثال، الأوبرا، والموسيقى، والخطابة، والكنتاتا، وما إلى ذلك) لإظهار الأجزاء الصوتية (المنفردة والكورالية) على عصيهم وأجزاء الأوركسترا في تصغير البيانو (عادةً لليدين) أسفل الأجزاء الصوتية ؛ يتم أيضًا تقليل أقسام الأوركسترا البحتة للبيانو. إذا كان جزء من العمل عبارة عن أكابيلا، فغالبًا ما تتم إضافة تخفيض البيانو للأجزاء الصوتية للمساعدة في التدريب (هذا هو الحال غالبًا مع ورقة موسيقى أكابيلا الدينية).
تُعد الدرجات الموسيقية على البيانو وسيلة ملائمة للعازفين المنفردين والمرتدين لتعلم الموسيقى والتدرب بشكل منفصل عن الأوركسترا. لا تتضمن الدرجة الصوتية للموسيقى عادةً الحوار المنطوق، باستثناء الإشارات. تُستخدم درجات البيانو الصوتية لتوفير مرافقة البيانو لأداء الأوبرا والمسرحيات الموسيقية والخطابات من قبل مجموعات الهواة وبعض المجموعات المهنية الصغيرة. يمكن أن يتم ذلك بواسطة عازف بيانو واحد أو عازفي بيانو. في بعض المسرحيات الموسيقية التي تعود إلى حقبة العقد الأول من القرن الحادي والعشرين، قد يعزف عازفو لوحة المفاتيح آلات المزج بدلاً من البيانو.
تحتوي النتيجة الكورالية ذات الصلة ولكن الأقل شيوعًا على الأجزاء الكورالية ذات المرافقة المنخفضة.
توجد نتيجة الأعضاء المماثلة أيضًا، عادةً بالاشتراك مع موسيقى الكنيسة للأصوات والأوركسترا، مثل الترتيبات (بأيدي لاحقة) للمسيح هاندل. إنه يشبه درجة صوت البيانو من حيث أنه يتضمن عصي للأجزاء الصوتية ويقلل من الأجزاء الأوركسترالية التي يجب أن يؤديها شخص واحد. على عكس النتيجة الصوتية، يقصد المنظم أحيانًا أن تحل درجة الأوركسترا محل الأوركسترا في الأداء إذا لزم الأمر.
عادةً ما تتم طباعة مجموعة من الأغاني من مسرحية موسيقية معينة تحت تسمية التحديدات الصوتية . هذا يختلف عن النتيجة الصوتية من نفس العرض من حيث أنه لا يقدم الموسيقى الكاملة، وعادة ما يتم تبسيط مرافقة البيانو وتتضمن خط اللحن.

### أنواع أخرى
النتيجة القصيرة هي تخفيض عمل للعديد من الآلات إلى عدد قليل من العصي. بدلاً من التأليف المباشر بالدرجات الكاملة، يعمل العديد من الملحنين على نوع من الدرجات القصيرة أثناء تأليفهم ثم توسيع التنسيق الكامل لاحقًا. الأوبرا، على سبيل المثال، يمكن أن تكتب أولاً في مقطوعة قصيرة، ثم في الدرجة الكاملة، ثم يتم تقليلها إلى درجة صوتية للتمرين. غالبًا ما لا يتم نشر النتائج القصيرة ؛ قد تكون أكثر شيوعًا في بعض أماكن الأداء (على سبيل المثال، الفرقة) أكثر من غيرها. نظرًا لطبيعتها الأولية، فإن الدرجات القصيرة هي النقطة المرجعية الرئيسية للمؤلفين الذين يرغبون في محاولة «إكمال» عمل آخر غير مكتمل (على سبيل المثال. الحركات من 2 إلى 5 من السيمفونية العاشرة لغوستاف مالر أو الفصل الثالث من أوبرا ألبان بيرج لولو).
النتيجة المفتوحة هي نتيجة مقطوعة متعددة الألحان تُظهر كل صوت على طاقم منفصل. في قطع لوحة مفاتيح عصر النهضة أو الباروك، تم استخدام العشرات المفتوحة من أربعة عصي في بعض الأحيان بدلاً من الاتفاقية الأكثر حداثة لموظف واحد لكل جهة. كما أنه أحيانًا مرادف للنتيجة الكاملة (والتي قد تحتوي على أكثر من جزء لكل فريق).
غالبًا ما تكون المقطوعات الموسيقية من عصر الباروك (1600-1750) على شكل خط جهير في المفتاح الموسيقي الجهير والألحان التي يتم عزفها بواسطة الآلة أو التي تُغنى على العصا العلوية (أو العصا) في المفتاح الموسيقي الثلاثي. عادةً ما يكون لخط الجهير أرقام مكتوبة أعلى نغمات الجهير تشير إلى الفواصل الزمنية فوق الجهير (على سبيل المثال، الأوتار) التي يجب عزفها، وهو أسلوب يسمى الجهير المجسم . تشير الأرقام إلى الفترات الزمنية التي يجب أن يعزفها عازف القيثارة أو عازف الغليون أو عازف العود فوق كل نغمة جهير.

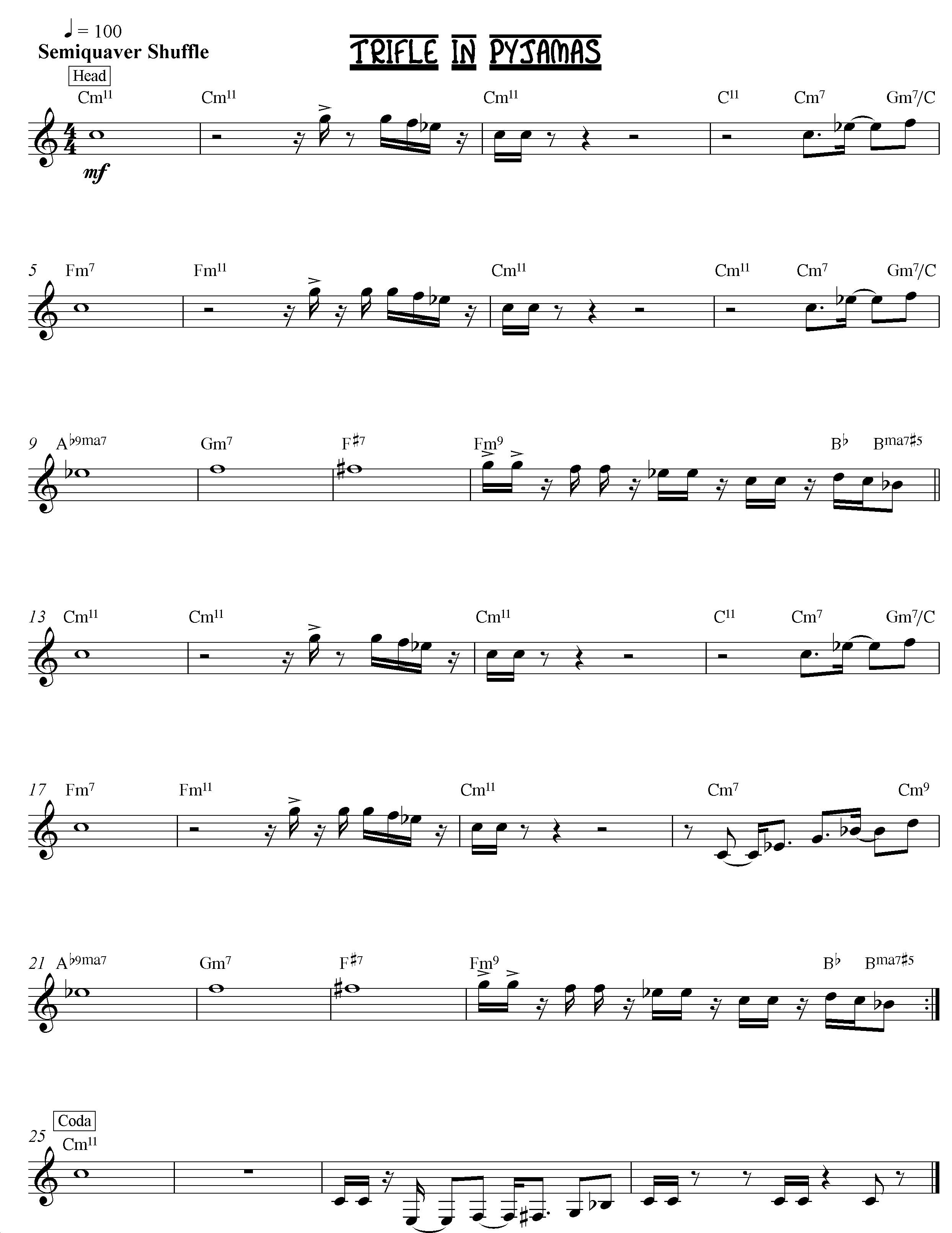
لا تظهر الورقة الرئيسية لأغنية "Trifle in Pyajamas" سوى رموز اللحن والوتر. لتشغيل هذه الأغنية، يقوم موسيقيو قسم الإيقاع في فرقة الجاز بترتيب أصوات الوتر وخط الجهير باستخدام رموز الوتر. الأدوات الرئيسية، مثل الساكس أو البوق، ترتجل الحلي لجعل اللحن أكثر تشويقًا، ثم ترتجل جزءًا منفردًا.

### موسيقى شعبية
تحدد ورقة الرصاص فقط اللحن، والقصائد الغنائية والتناغم، باستخدام طاقم واحد برموز الوتر الموضوعة أعلاه وكلمات الأغاني أدناه. يتم استخدامه بشكل شائع في الموسيقى الشعبية وفي موسيقى الجاز لالتقاط العناصر الأساسية للأغنية دون تحديد تفاصيل كيفية ترتيب الأغنية أو أدائها.
يحتوي مخطط الوتر (أو ببساطة، الرسم البياني) على معلومات لحنية قليلة أو معدومة على الإطلاق ولكنه يوفر معلومات توافقية أساسية. تشير بعض مخططات الأوتار أيضًا إلى الإيقاع الذي يجب عزفه، خاصةً إذا كانت هناك سلسلة متزامنة من «الضربات» التي يريد المنظم أن يؤديها كل قسم الإيقاع. بخلاف ذلك، فإن مخططات الوتر إما تترك الإيقاع فارغًا أو تشير إلى شرطة مائلة لكل نبضة.
هذا هو الأكثر نوع شائع من الموسيقى مكتوبة يستخدمها المهنية الموسيقيين جلسة لعب موسيقى الجاز أو غيرها من أشكال الموسيقى الشعبية ويهدف ل إيقاع الباب (عادة تحتوي على البيانو، الغيتار، البص والطبول) على الارتجال على مرافقة ولأي الارتجال العازفون المنفردون (على سبيل المثال، عازفات الساكسفون أو عازفي البوق) لاستخدامها كنقطة مرجعية لخطوطهم المرتجلة.
الكتاب المزيف عبارة عن مجموعة من أغاني الجاز والإيقاعات مع العناصر الأساسية فقط للموسيقى المتوفرة. هناك نوعان من الكتب المزيفة: (1) مجموعات من أوراق الرصاص، والتي تشمل اللحن، والأوتار، وكلمات الأغاني (إن وجدت)، و (2) مجموعات الأغاني والألحان باستخدام الأوتار فقط. يتم استخدام الكتب المزيفة التي تحتوي على الأوتار فقط من قبل مؤدي قسم الإيقاع (ولا سيما الموسيقيون الذين يعزفون على الوتر مثل عازفي الجيتار الكهربائي وعازفي البيانو وعازف الجيتار) للمساعدة في توجيه ارتجالهم لأجزاء مرافقة للأغنية. يمكن أيضًا استخدام الكتب المزيفة التي تحتوي على الحبال بواسطة «الآلات الرئيسية» (على سبيل المثال، الساكسفون أو البوق) كدليل لأدائهم الفردي المرتجل. نظرًا لأن اللحن غير مدرج في الكتب المزيفة ذات الأوتار فقط، فمن المتوقع أن يعرف عازفو الآلات الرئيسية اللحن.

يعد التابلتور (أو علامة التبويب) نوعًا خاصًا من الدرجات الموسيقية - غالبًا للأداة المنفردة - والتي تُظهر مكان العزف على النغمات على الآلة المحددة بدلاً من النغمات التي يتم إنتاجها، مع الإشارة إلى الإيقاع أيضًا. يستخدم تبلاتشر على نطاق واسع في 2000s لأغاني الجيتار والباس الكهربائي والقطع في أنواع الموسيقى الشعبية مثل موسيقى الروك وموسيقى الهيفي ميتال. تم استخدام هذا النوع من التدوين لأول مرة في أواخر العصور الوسطى، وقد تم استخدامه في لوحة المفاتيح (على سبيل المثال، الأرغن الأنبوبي) ولآلات الوتر المزعجة (العود، الجيتار).

## تاريخ
توجد خارج ثقافات مركزية أوروبا الحديثة مجموعة متنوعة من أنظمة التدوين الموسيقي، كل منها يتكيف مع الاحتياجات الخاصة للثقافات الموسيقية المعنية، وبعض الموسيقى الكلاسيكية المتطورة للغاية لا تستخدم التدوين على الإطلاق (أو فقط في أشكال بدائية مثل الوسائل المساعدة للذاكرة) مثل مثل أشكال خيال ودرباد لشمال الهند. تصف أنظمة التدوين الموسيقي الغربية فقط الموسيقى التي تتكيف مع احتياجات الأشكال الموسيقية والأدوات الموسيقية القائمة على مزاج متساوٍ، ولكنها غير مجهزة بشكل جيد لوصف أنواع أخرى من الموسيقى، مثل أشكال البلاط الياباني من جاجاكو، أو درباد الهندي، أو الموسيقى الإيقاعية لـ نعجة الطبول. وقد وصفت تسلل تدوين الموظفين الغربيين في هذه الثقافات من قبل عازف الموسيقى ألاين دانييلو  وغيرها كعملية الإمبريالية الثقافية.

### السلائف للموسيقى ورقة
تم تطوير التدوين الموسيقي قبل استخدام الرق أو الورق في الكتابة. يمكن العثور على أقدم أشكال التدوين الموسيقي في لوح مسماري تم إنشاؤه في نيبور، في سومر (العراق حاليًا) في حوالي عام 2000 قبل الميلاد. يمثل الجهاز اللوحي تعليمات مجزأة لأداء الموسيقى، وأن الموسيقى تم تأليفها بتناغم من الثلثين، وأنه تمت كتابتها باستخدام مقياس موسيقي.
قرص من حوالي 1250 يُظهر BC شكلاً أكثر تطوراً للتدوين. على الرغم من أن تفسير نظام الترميز لا يزال مثيرًا للجدل، فمن الواضح أن الترميز يشير إلى أسماء الأوتار الموجودة على قيثارة، والتي تم وصف ضبطها في أقراص أخرى. على الرغم من كونها مجزأة، إلا أن هذه الألواح تمثل أقدم الألحان المميزة التي تم العثور عليها في أي مكان في العالم.

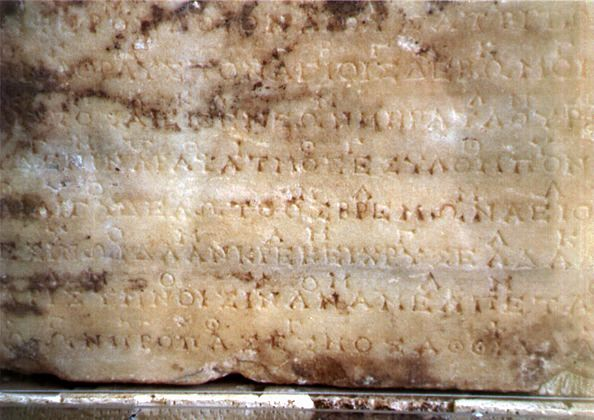
الحجر الأصلي في دلفي يحتوي على الجزء الثاني من ترنيمة دلفي لأبولو. تدوين الموسيقى هو سطر من الرموز العرضية فوق السطر الرئيسي غير المنقطع من الحروف اليونانية.

كان التدوين الموسيقي اليوناني القديم قيد الاستخدام منذ القرن السادس على الأقل قبل الميلاد حتى القرن الرابع تقريبًا ميلادي؛ نجت العديد من التراكيب الكاملة وأجزاء من التراكيب باستخدام هذا الترميز. يتكون الترميز من رموز موضوعة فوق مقاطع نصية. مثال على التكوين الكامل هو ضريح سيكيلوس، الذي تم تأريخه بشكل مختلف بين القرن الثاني قبل الميلاد إلى القرن الأول ميلادي.
في الموسيقى اليونانية القديمة، توجد ثلاثة ترانيم لميسوميدس كريت في المخطوطة. أحد أقدم الأمثلة المعروفة للتدوين الموسيقي هو جزء من ورق البردي من مسرحية العصر الهيليني أوريستيس (مسرحية) (408) BC)، والذي يحتوي على تدوين موسيقي لقصيدة كورالية. يبدو أن التدوين اليوناني القديم قد توقف عن الاستخدام في وقت قريب من انهيار الإمبراطورية الرومانية.

### تدوين المخطوطة الغربية
قبل القرن الخامس عشر، كانت الموسيقى الغربية تُكتب باليد وتُحفظ في مخطوطات، وعادة ما تكون مُجلدة بأحجام كبيرة. أفضل الأمثلة المعروفة من القرون الوسطى تدوين الموسيقى هي المخطوطات في العصور الوسطى من اللحن الانشوده. تدوين الترانيم يشير إلى ملاحظات الترانيم اللحن، ولكن دون أي إشارة إلى الإيقاع. في حالة تعدد الأصوات في العصور الوسطى، مثل الحاشية، تمت كتابة الأجزاء في أجزاء منفصلة من الصفحات المتقابلة. تم دعم هذه العملية من خلال ظهور التدوين الجسدي، والذي أشار أيضًا إلى الإيقاع وكان موازًا لممارسة القرون الوسطى لتكوين أجزاء من تعدد الأصوات بالتتابع، وليس في وقت واحد (كما في أوقات لاحقة). كانت المخطوطات التي تظهر الأجزاء معًا في شكل نقاط نادرة ومقتصرة في الغالب على الأورجان، وخاصة تلك الخاصة بمدرسة نوتردام. خلال العصور الوسطى، إذا أرادت الأديرة الحصول على نسخة من تركيبة موجودة، مثل تركيبة مملوكة من قبل دير في مدينة أخرى، فسيتعين عليها تعيين ناسخ للقيام بالمهمة يدويًا، والتي ستكون عملية طويلة والتي قد تؤدي إلى أخطاء النسخ.
حتى بعد ظهور الطباعة الموسيقية في منتصف القرن الثامن عشر، استمرت الموسيقى في الوجود فقط في المخطوطات المكتوبة يدويًا للملحنين حتى القرن الثامن عشر.

### طباعة

#### القرن الخامس عشر
كانت هناك عدة صعوبات في ترجمة تقنية المطبعة الجديدة إلى موسيقى. في أول كتاب مطبوع يتضمن الموسيقى، مزامير ماينز (1457)، تمت إضافة تدوين الموسيقى (سطور الموظفين والملاحظات) يدويًا. قام يوهان فوست وبيتر شوفر بطباعة سفر المزامير في ماينز بألمانيا، ويقيم أحدهما الآن في قلعة وندسور والآخر في المكتبة البريطانية. في وقت لاحق، تمت طباعة سطور الموظفين، لكن الكتبة ما زالوا يضافون في بقية الموسيقى يدويًا. تتمثل أكبر صعوبة في استخدام الكتابة المتحركة لطباعة الموسيقى في أن جميع العناصر يجب أن تصطف - يجب محاذاة رأس النوتة بشكل صحيح مع طاقم العمل. في الموسيقى الصوتية، يجب محاذاة النص مع الملاحظات المناسبة (على الرغم من أنه في هذا الوقت، حتى في المخطوطات، لم يكن هذا أولوية عالية).
نقش الموسيقى هو فن رسم النوتة الموسيقية بجودة عالية لغرض الاستنساخ الميكانيكي. ظهرت أول موسيقى مطبوعة آليًا حوالي عام 1473، أي بعد حوالي 20 عامًا من تقديم جوتنبرج للمطبعة. في عام 1501، نشر أوتافيانو بيتروتشي موسيقى هارمونيس، والتي احتوت على 96 قطعة من الموسيقى المطبوعة. أنتجت طريقة طباعة بتروتشي موسيقى نظيفة وقابلة للقراءة وأنيقة، لكنها كانت عملية طويلة وصعبة تطلبت ثلاث تمريرات منفصلة عبر المطبعة. طور بتروتشي لاحقًا عملية تتطلب تمريرين فقط من خلال الصحافة. لكنه كان لا يزال مرهقًا نظرًا لأن كل تمريرة تتطلب محاذاة دقيقة للغاية حتى تكون النتيجة مقروءة (أي بحيث يتم محاذاة رؤوس الملاحظات بشكل صحيح مع خطوط الموظفين). كانت هذه أول موسيقى مطبوعة متعددة الألحان وموزعة جيدًا. قامت بتروتشي أيضًا بطباعة أول لوحة من النوع المتحرك. ظهرت طباعة طبعة واحدة، حيث يمكن طباعة سطور الموظفين والملاحظات في مسار واحد، لأول مرة في لندن حوالي عام 1520. استخدم بيير أتانانت هذه التقنية على نطاق واسع في عام 1528، وظلت تغيرًا طفيفًا لمدة 200 عام.

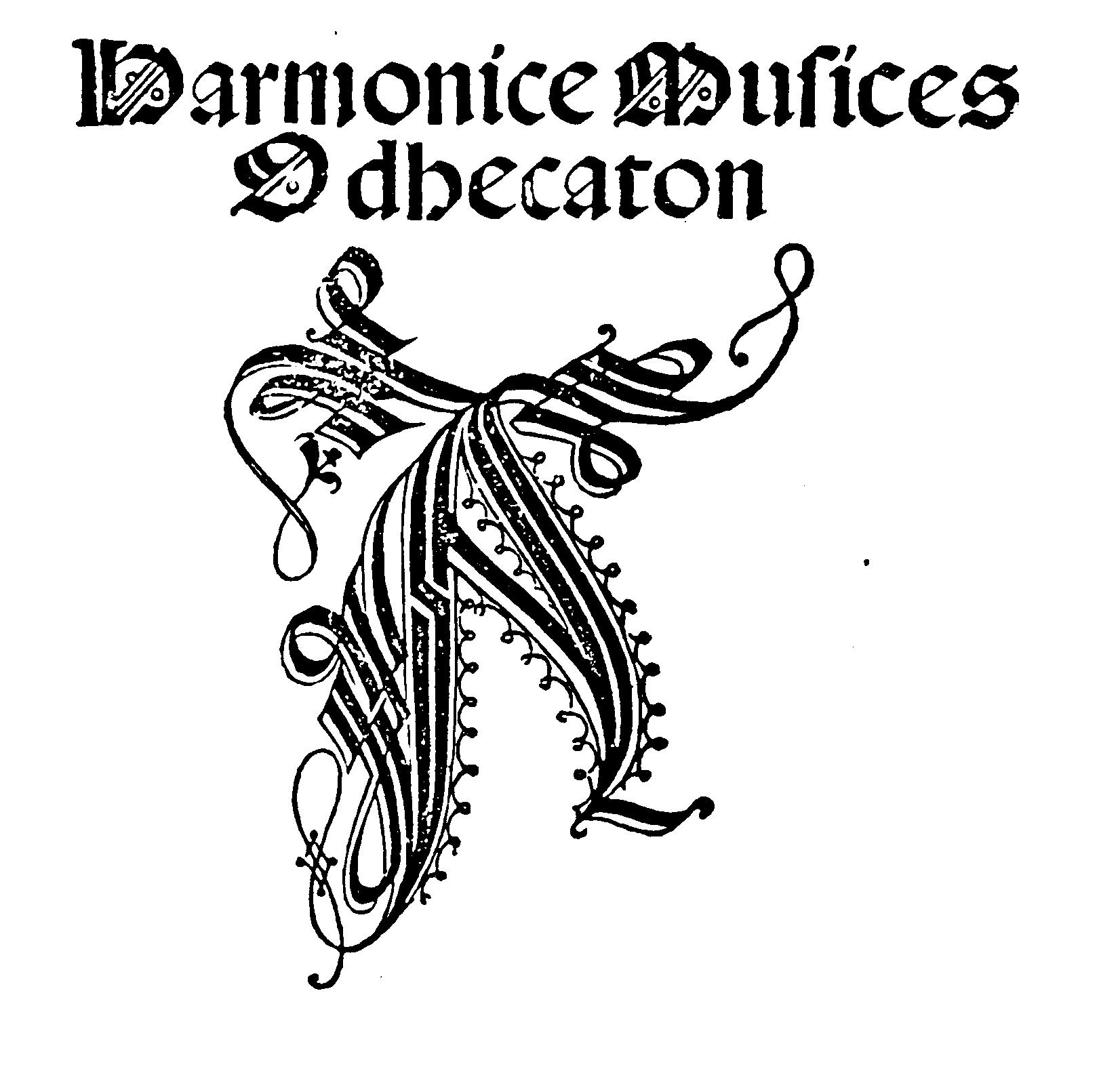
واجهة مقدمة إلى Odhecaton من Petrucci

كان التنسيق الشائع لإصدار الموسيقى متعددة الأجزاء والمتعددة الألحان أثناء عصر النهضة هو الكتب الجزئية . في هذا الشكل، كل جزء الصوت لمجموعة من خمسة أجزاء مدريغلس]، على سبيل المثال، أن تكون مطبوعة على حدة في كتاب خاص بها، مثل أن تكون هناك حاجة كل كتب الجزء الخامس لأداء الموسيقى. يمكن استخدام نفس الكتب من قبل المطربين أو العازفين. نادرًا ما كانت تُطبع عشرات الموسيقى متعددة الأجزاء في عصر النهضة، على الرغم من أن استخدام تنسيق النقاط كوسيلة لتأليف الأجزاء في وقت واحد (وليس على التوالي، كما في أواخر العصور الوسطى) يُنسب إلى جوسكين ديبري.
كان تأثير الموسيقى المطبوعة مشابهًا لتأثير الكلمة المطبوعة، حيث انتشرت المعلومات بشكل أسرع، وأكثر كفاءة، وبتكلفة أقل، ولأشخاص أكثر مما يمكن أن يحدث من خلال المخطوطات المنسوخة يدويًا بشق الأنفس. كان له تأثير إضافي يتمثل في تشجيع الموسيقيين الهواة ذوي الموارد الكافية، والذين يمكنهم الآن تحمل تكلفة الموسيقى الورقية، على الأداء. أثر هذا من نواح كثيرة على صناعة الموسيقى بأكملها. يمكن للملحنين الآن كتابة المزيد من الموسيقى لفناني الأداء الهواة، مع العلم أنه يمكن توزيعها وبيعها للطبقة الوسطى.
وهذا يعني أن الملحنين لم يضطروا إلى الاعتماد فقط على رعاية الأرستقراطيين الأثرياء. يمكن للاعبين المحترفين الحصول على المزيد من الموسيقى تحت تصرفهم ويمكنهم الوصول إلى الموسيقى من بلدان مختلفة. لقد أدى إلى زيادة عدد الهواة، الذين يمكن للاعبين المحترفين كسب المال من خلال تعليمهم. ومع ذلك، في السنوات الأولى، حدت تكلفة الموسيقى المطبوعة من توزيعها. هناك عامل آخر حد من تأثير الموسيقى المطبوعة وهو أنه في العديد من الأماكن، تم منح حق طباعة الموسيقى من قبل الملك، ولم يُسمح إلا لمن لديهم إعفاء خاص بالقيام بذلك، مما يمنحهم حق الاحتكار. كان هذا في كثير من الأحيان شرفًا (ونعمة اقتصادية) يُمنح لموسيقيي البلاط أو الملحنين المفضلين.

#### القرن السادس عشر

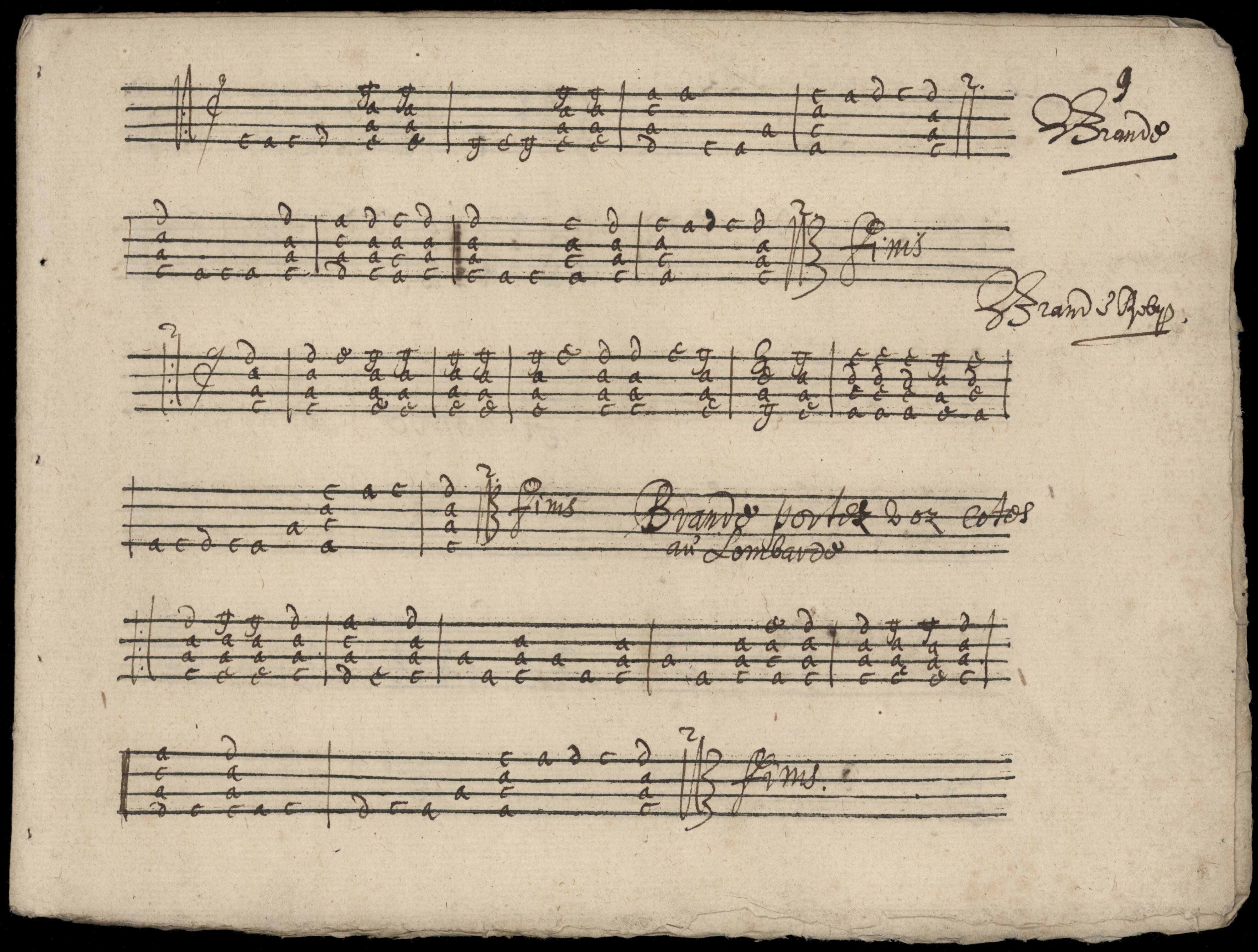
مثال على الموسيقى ورقة القرن السادس عشر وتدوين الموسيقى. مقتطف من مخطوطة "موسيقى الجوقات الأربعة".

تم تطوير نقش الألواح الميكانيكية في أواخر القرن السادس عشر. على الرغم من استخدام النقش على الألواح منذ أوائل القرن الخامس عشر لإنشاء الفن البصري والخرائط، إلا أنه لم يتم تطبيقه على الموسيقى حتى عام 1581. في هذه الطريقة، تم نقش صورة طبق الأصل لصفحة كاملة من الموسيقى على لوح معدني. ثم تم تطبيق الحبر على الأخاديد، وتم نقل الطباعة الموسيقية على الورق. يمكن تخزين الألواح المعدنية وإعادة استخدامها، مما جعل هذه الطريقة خيارًا جذابًا للنقاشين الموسيقيين. كان النحاس هو المعدن الأول الذي تم اختياره للألواح المبكرة، ولكن بحلول القرن الثامن عشر، أصبح البيوتر هو المادة القياسية نظرًا لقابليتها للتطويع وانخفاض تكلفتها.
كان النقش على الألواح هو المنهجية المختارة لطباعة الموسيقى حتى أواخر القرن التاسع عشر، وفي ذلك الوقت تسارعت وتيرة تدهوره بسبب تطور تكنولوجيا التصوير الفوتوغرافي. ومع ذلك، فقد استمرت هذه التقنية حتى يومنا هذا ولا تزال تستخدم من حين لآخر من قبل ناشرين مختارين مثل جي. هينلي فيرلاغ في ألمانيا.
مع ازدياد تعقيد التأليف الموسيقي، زادت أيضًا التكنولوجيا المطلوبة لإنتاج مقطوعات موسيقية دقيقة. على عكس الطباعة الأدبية، التي تحتوي بشكل أساسي على كلمات مطبوعة، فإن نقش الموسيقى ينقل عدة أنواع مختلفة من المعلومات في وقت واحد. لكي نكون واضحين للموسيقيين، من الضروري أن تسمح تقنيات النقش بالدقة المطلقة. تصطف نغمات الأوتار والعلامات الديناميكية وغيرها من الرموز مع الدقة الرأسية. إذا تم تضمين نص، فإن كل مقطع لفظي يتطابق رأسيًا مع اللحن المخصص له. أفقيًا، يتم تمييز التقسيمات الفرعية للنغمات ليس فقط بالأعلام والأعمدة، ولكن أيضًا من خلال المسافة النسبية بينهما على الصفحة. طرحت لوجستيات إنشاء مثل هذه النسخ الدقيقة العديد من المشاكل لنقاش الموسيقى الأوائل، وأدت إلى تطوير العديد من تقنيات نقش الموسيقى.

#### القرن ال 19

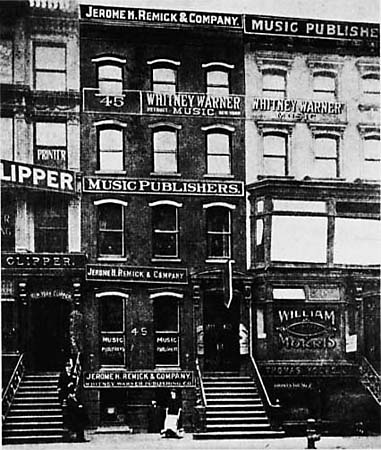
مباني حي نشر الموسيقى زقاق تين بان في مدينة نيويورك

في القرن التاسع عشر، سيطر ناشرو الموسيقى على صناعة الموسيقى. في الولايات المتحدة، ارتفعت صناعة الموسيقى الورقية جنبًا إلى جنب مع المطربين ذوي الوجه الأسود. عُرفت مجموعة ناشري الموسيقى وكتاب الأغاني والملحنين المقيمين في مدينة نيويورك والتي تهيمن على الصناعة باسم «Tin Pan Alley». في منتصف القرن التاسع عشر، لم تكن مراقبة حقوق التأليف والنشر للألحان صارمة، وكان الناشرون يطبعون غالبًا نسخهم الخاصة من الأغاني الشعبية في ذلك الوقت. مع قوانين حماية حقوق التأليف والنشر أقوى في أواخر القرن، بدأ مؤلفو الأغاني والملحنون وكتاب الأغاني والناشرون العمل معًا من أجل مصلحتهم المالية المتبادلة. ركز ناشرو مدينة نيويورك على الموسيقى الصوتية. أسست أكبر دور الموسيقى نفسها في مدينة نيويورك، لكن الناشرين المحليين الصغار - المرتبطين غالبًا بالطابعات التجارية أو متاجر الموسيقى - استمروا في الازدهار في جميع أنحاء البلاد. أصبح عدد غير عادي من المهاجرين من أوروبا الشرقية ناشري الموسيقى وكتاب الأغاني في زقاق تين بان - وأشهرهم هو إرفينغ برلين. تم التعاقد مع كتاب الأغاني الذين أصبحوا منتجين معروفين للأغاني الناجحة ليكونوا ضمن طاقم عمل دور الموسيقى.
شهد أواخر القرن التاسع عشر انفجارًا هائلاً لموسيقى القاعة، حيث أصبحت الملكية والمهارة في العزف على البيانو أمرًا ضروريًا لعائلة الطبقة المتوسطة. في أواخر القرن التاسع عشر، إذا أرادت عائلة من الطبقة المتوسطة سماع أغنية أو مقطوعة جديدة شهيرة، فإنهم سيشترون النوتة الموسيقية ثم يؤدون الأغنية أو القطعة بطريقة الهواة في منزلهم. ولكن في أوائل القرن العشرين، نمت أهمية الفونوغراف والموسيقى المسجلة بشكل كبير. هذا، بالإضافة إلى زيادة شعبية البث الإذاعي منذ عشرينيات القرن الماضي، قلل من أهمية ناشري الموسيقى الورقية. حلت صناعة التسجيلات في النهاية محل ناشري الموسيقى الورقية كأكبر قوة في صناعة الموسيقى.

### القرن العشرين وأوائل القرن الحادي والعشرين
في أواخر القرن العشرين وحتى القرن الحادي والعشرين، نشأ اهتمام كبير بتمثيل الموسيقى ورقة بتنسيق يمكن قراءته بواسطة الكمبيوتر (انظر برنامج تدوين الموسيقى)، بالإضافة إلى الملفات القابلة للتنزيل. برنامج التعرف الضوئي على الحروف الموسيقية (OCR)، وهو برنامج «لقراءة» النوتات الموسيقية الممسوحة ضوئيًا حتى يمكن التلاعب بالنتائج، أصبح متاحًا منذ عام 1991.
في عام 1998، تطورت الموسيقى الورقية الافتراضية إلى ما كان سيطلق عليه اسم الموسيقى الرقمية، والتي سمحت للناشرين لأول مرة بإتاحة الموسيقى ورقة حقوق الطبع والنشر للشراء عبر الإنترنت. على عكس مثيلاتها من النسخ الورقية، سمحت هذه الملفات بالتلاعب مثل تغييرات الأداة، والتبديل وتشغيل ميدي (الواجهة الرقمية للآلات الموسيقية). يبدو أن شعبية نظام التوصيل الفوري هذا بين الموسيقيين تعمل كمحفز لنمو جديد للصناعة في المستقبل المنظور.
كان برنامج تدوين الكمبيوتر المبكر المتاح لأجهزة الكمبيوتر المنزلية هو مجموعة بناء الموسيقية، الذي تم تطويره في عام 1984 وتم إصداره لعدة منصات مختلفة. إدخال مفاهيم غير معروفة إلى حد كبير للمستخدم المنزلي في ذلك الوقت، فقد سمح بمعالجة الملاحظات والرموز باستخدام جهاز تأشير مثل الماوس؛ يقوم المستخدم «بسحب» ملاحظة أو رمز من لوحة و «إفلاته» على فريق العمل في الموقع الصحيح. سمح البرنامج بتشغيل الموسيقى المنتجة من خلال العديد من بطاقات الصوت المبكرة، ويمكنه طباعة النوتة الموسيقية على طابعة رسومات.
تدعم العديد من منتجات البرامج لمحطة عمل الصوت الرقمي الحديثة وكتابات الأداء لأجهزة الكمبيوتر الشخصية العامة توليد الموسيقى الورقية من ملفات ميدي (MIDI)، بواسطة مؤدي يقوم بتشغيل الملاحظات على لوحة مفاتيح مجهزة بـ ميدي أو وحدة تحكم ميدي أخرى أو عن طريق الإدخال اليدوي باستخدام الماوس أو جهاز كمبيوتر آخر.
وبحلول عام 1999، كان على براءة اختراع نظام وطريقة لتنسيق العرض الموسيقى بين اللاعبين في الأوركسترا التي كتبها هاري كونيك جونيور  وهو جهاز مع شاشة الكمبيوتر الذي يستخدم لإظهار الموسيقى ورقة للموسيقيين في فرقة موسيقية بدلا من الورق الأكثر استخدامًا. يستخدم كونيك هذا النظام عند التجول مع فرقته الكبيرة، على سبيل المثال. مع انتشار الشبكات اللاسلكية وأجهزة آيباد تم تطوير أنظمة مماثلة. في عالم الموسيقى الكلاسيكية، تستخدم بعض المجموعات الرباعية الوترية أجزاء قائمة على شاشة الكمبيوتر. هناك العديد من المزايا للأجزاء المعتمدة على الكمبيوتر. نظرًا لأن النتيجة على شاشة الكمبيوتر، يمكن للمستخدم ضبط التباين والسطوع وحتى حجم الملاحظات، لتسهيل القراءة. بالإضافة إلى ذلك، تقوم بعض الأنظمة «بتقليب الصفحات» باستخدام دواسة القدم، مما يعني أن العازف لا يضطر إلى تفويت تشغيل الموسيقى أثناء تقليب الصفحة، كما يحدث غالبًا مع الأجزاء الورقية.
يحظى مشروع موتوبيا باهتمام عملي خاص لعامة الناس، وهو محاولة لإنشاء مكتبة للموسيقى الورقية ذات الملكية العامة، يمكن مقارنتها بمكتبة مشروع جوتنبرج لكتب الملك العام. يحاول مشروع مكتبة الموسيقى الدولية (IMSLP) أيضًا إنشاء مكتبة افتراضية تحتوي على جميع المقطوعات الموسيقية للمجال العام، بالإضافة إلى عشرات الملحنين الذين يرغبون في مشاركة موسيقاهم مع العالم مجانًا.
تحتوي بعض برامج الكمبيوتر الخاصة بآلة التسجيل على ميزة مفيدة جدًا للملحنين والمنظمين: القدرة على «تشغيل» الموسيقى التي تم تدوينها باستخدام أصوات المزج أو الآلات الافتراضية. نظرًا لارتفاع تكلفة استئجار أوركسترا سيمفونية كاملة لعزف مقطوعة جديدة، قبل تطوير برامج الكمبيوتر هذه، كان العديد من الملحنين والمنظمين قادرين فقط على سماع أعمالهم الأوركسترالية من خلال ترتيبها للبيانو أو الأورغن أو الرباعية الوترية. في حين أن تشغيل برنامج سكورايتر لن يحتوي على الفروق الدقيقة لتسجيل أوركسترا احترافي، فإنه لا يزال ينقل إحساسًا بألوان النغمة التي تم إنشاؤها بواسطة القطعة والتفاعل بين الأجزاء المختلفة.

## روابط خارجية

### أرشيفات الأعمال الممسوحة ضوئيًا
- (IMSLP) - مكتبة الموسيقى ورقة المجال العام لملفات صيغة المستندات المنقولة، مشروع مكتبة نقاط الموسيقى الدولية.
- الموسيقى للأمة - أرشيف النوتة الموسيقية الأمريكية، مكتبة الكونغرس.
- ورقة الموسيقى الأمريكية التاريخية - المجموعات الرقمية لمكتبات جامعة ديوك، أكثر من 3000 قطعة من الموسيقى الورقية المنشورة في الولايات المتحدة بين عامي 1850 و 1920.
- Lester S. Levy Sheet Music Collection - مشروع ورقة موسيقية لمكتبات شيريدان بجامعة جونز هوبكنز.
- مجموعة موسيقى المحيط الهادئ الشمالية الغربية، مكتبات جامعة واشنطن.
- IN Harmony: Sheet Music from Indiana، ورقة موسيقية من مكتبة ليلي بجامعة إنديانا ومكتبة ولاية إنديانا ومتحف ولاية إنديانا وجمعية إنديانا التاريخية.
- مكتبة المجال العام كورال (ChoralWiki) - أرشيف الموسيقى ورقة مجانية مع التركيز على موسيقى الكورال ؛ يحتوي على أعمال بتنسيق PDF وأيضًا تنسيقات أخرى.
- مشروع موتوبيا - أرشيف موسيقي مجاني يتم فيه طبع كل القطع حديثًا باستخدام ليلي بوند(GNU) وكملفات صيغة المستندات المنقولة وبوست سكريبت.
- مشروع جوتنبرج - قسم الموسيقى الورقية في مشروع جوتنبرج الذي يحتوي على أعمال بتنسيق فينال أو MusicXML.